# Грабняк (Люблінське воєводство)
Грабняк (пол. Grabniak) — село в Польщі, у гміні Уршулін Володавського повіту Люблінського воєводства.
Населення — 155 осіб (2011).
У 1975-1998 роках село належало до Холмського воєводства.

## Демографія
Демографічна структура станом на 31 березня 2011 року:
|          | Загалом | Допрацездатний вік | Працездатний вік | Постпрацездатний вік |
| -------- | ------- | ------------------ | ---------------- | -------------------- |
| Чоловіки | 81      | 18                 | 47               | 16                   |
| Жінки    | 74      | 10                 | 44               | 20                   |
| Разом    | 155     | 28                 | 91               | 36                   |